# Коломийський ліцей № 1 імені Василя Стефаника
Коломийський ліцей № 1 імені Василя Стефаника — освітній заклад з державною мовою навчання та профільним вивченням іноземних мов — англійська, німецька. Ліцей діє в історичній триповерховій будівлі колишньої Коломийської чоловічої гімназії за адресою: вул. Міцкевича, 3, місто Коломия, Івано-Франківська область, Україна.

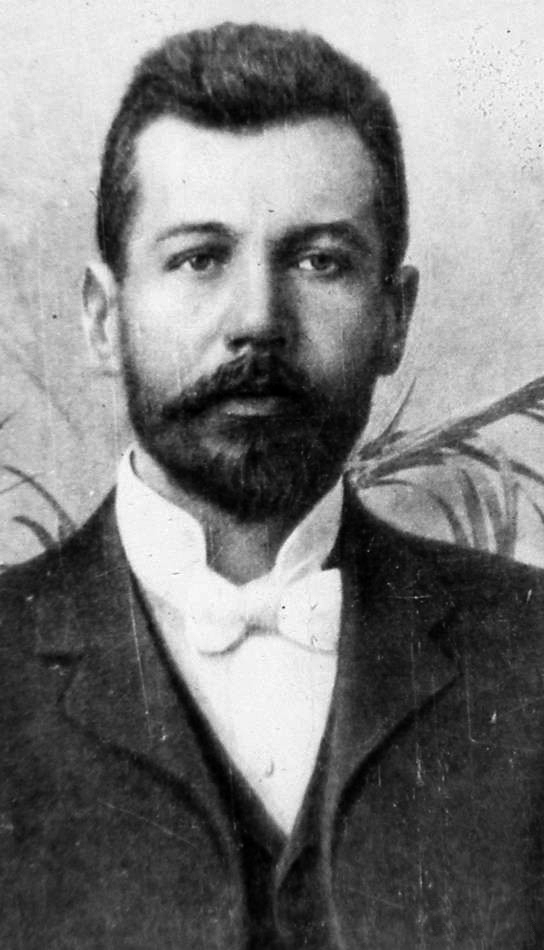
Василь Стефаник.

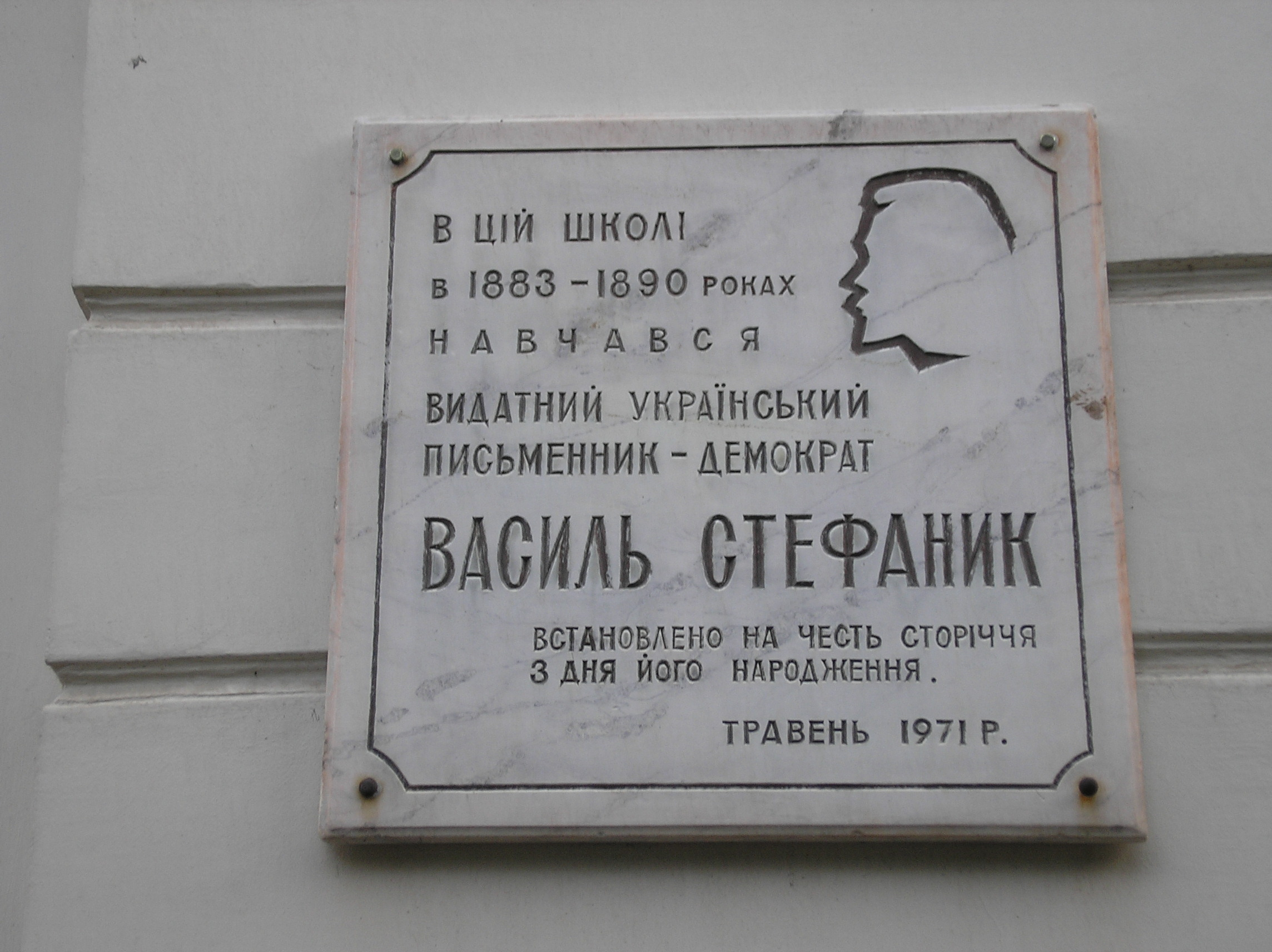
Меморіальна дошка. 1971

## Історія
11 травня 1971 року на честь 100-річчя відомого українського письменника, видатного новеліста Василя Стефаника (1871—1936) тодішню Коломийську середню школу № 1 назвали його іменем. У стінах приміщення закладу (колишньої Коломийської чоловічої гімназії) Василь Стефаник навчався в 1883—1890 роках.
4 березня 2019 року Коломийську спеціалізовану школу І-ІІІ ст. № 1 ім. В.Стефаника реорганізували на Коломийський ліцей № 1 імені Василя Стефаника.

## Будівля ліцею
Приміщення ліцею № 1 — історична будівля, збудована ще в 1875 р. для державної гімназії, яку заснували в місті 1861 року. Спочатку тут викладали німецькою мовою, згодом — польською. У 1901 році збудували північне крило, де розмістилася цісарсько-королівська (державна) гімназія з українською мовою викладання.
У роки Першої та Другої світових воєн тут діяв військовий шпиталь.
За роки існування у приміщенні діяли різні освітні заклади.
- 1861 — рік заснування гімназії з німецькою мовою викладання (у 1861—1868 першим директором був відомий галицький діяч Теодор Білоус (1827—1892)).
- 1871 — перехід до новоствореного приміщення на теперішній вул. Міцкевича, 3.
- 1892 — у гімназії відкрили паралельні класи з українською мовою викладання[6].
- 1900 — державна гімназія з українською мовою навчання;
- 1912 — в Коломийській українській гімназії заснована юнацька скаутська організація Пласт. Гурток, заснований в Українській академічній гімназії, мав назву «Крук» і складався з 12 членів[7];
- 1939 — середня школа № 1 з окремими чоловічими та жіночими класами;
- 1941—1943 — українська гімназія;
- 1944 — середня школа № 1 з окремими чоловічими та жіночими класами;
- 1955 — середня школа № 1 змішаного типу;
- 1956 — Коломийська середня загальноосвітня трудова політехнічна школа № 1 з виробничим навчанням;
- 1966 — середня школа № 1 з поглибленим вивченням англійської мови;
- 1971 — Коломийська СШ № 1 ім. В.Стефаника;
- 25 серпня 1990 — на базі школи створено Коломийську гімназію ім. М.Грушевського;
- 1 вересня 1990 — Коломийська ЗОШ І-ІІІ ст. № 1 з поглибленим вивченням англійської мови;
- 2006 — Коломийська спеціалізована школа І-ІІІ ст. № 1 ім. В.Стефаника[3];
- 4 березня 2019 — Коломийський ліцей № 1 імені Василя Стефаника.

У цьому приміщенні навчалося багато відомих людей — Лесь Мартович (1871—1916), Михайло Павлик (1853—1915), Марко Черемшина (1874—1927), Ярослав Пстрак (1878—1916), Володимир Навроцький (1847—1882), Остап Терлецький (1850—1902), Кирило Трильовський (1864—1941), а пізніше Роман Іваничук (1929—2016), Василь Симчич (1915—1978) та багато інших.